# Gardens by the Bay
Gardens by the Bay er en edutainment-style naturpark i Singapore med fokus på botanik, biodiversitet og green-tech. Parken er anlagt på invundet land og består af 3 dele: Bay South Garden, Bay East Garden og Bay Central Garden. Den største af disse (54 ha), som også har de fleste attraktioner, er Bay South Garden der ligger tæt på downtown, men adskilt fra denne af Marina Bay Reservoir. Der er bl.a. adgang til Bay South Garden via metrostationen Bayfront MRT eller fra det nærliggende hotel og shoppingcenter Marina Bay Sands.
Gardens by the Bay er en del af regeringens strategi for at omforme Singapore fra "Garden City" (en by med mange haver) til "Our City in a Garden" (hele byen skal ses som en stor have). Målet er at hæve indbyggernes livskvalitet ved at udvide adgangen til natur og grønne områder i byen.

## Bay South Garden
Bay South Garden åbnede for publikum 29. juni 2012 og omfatter bl.a. 2 af verdens største drivhuse og de såkaldte "supertræer", som dog ikke er træer, men træ-lignende tårne på 25-50m højde, som bl.a. indeholder solceller og bruges til afgang for varm luft fra drivhusenes kølesystemer.
Supertræerne er beplantet med grupper af orkidéer, slyngplanter, bregner og bromeliacéer som f.eks. Tillandsia. Supertræernne opsamler også regnvand til brug for vanding og køling, og på den måde - med solceller og regnvandsoptag - efterligner de rigtige træer. Om natten er supertræerne illumineret.

### Drivhusene
Bay South Garden rummer 2 meget store, kølede drivhuse - Flower Dome ("Blomsterkuplen") og Cloud Forest ("Tågeskoven"), som bl.a. skal fremvise energieffektive og miljørigtige teknologier til nedkøling. Begge er meget store, ca. 1 ha hver, og Flower Dome er verdens største drivhus uden søjler indeni. For at minimere energiforbruget til køling, opsamles regnvand fra drivhusenes overflade og cirkuleres i kølesystemet som er forbundet til "supertræerne". Disse bruges både til at ventilere varm luft og køle det cirkulerende vand..
Flower Dome er det laveste (38 m) af de 2 drivhuse, men har med 1,2 ha det største areal. Det genskaber et tørt, mildt middelhavsklima som f.eks. findes omkring Middelhavet og i dele af Australien, Sydamerika og Sydafrika. Temperaturen holdes om dagen mellem 23 og 25 °C.
Cloud Forest er højere (52 m), men har mindre areal (0,8 ha). Det genskaber det køligere, fugtige klima som findes i tropiske bjergområder mellem 1000 og 3000 m højde, som f.eks. findes i Sydøstasien, Mellem- og Sydamerika. Til formålet er der bygget et 42 m højt kunstigt "bjerg" som man kan komme op i med elevator, hvorefter man kan gå ned af bjerget via stier der bugter sig omkring bjerget. Et 35 m højt vandfald på bjergets ene side hjælper med at holde luften kølig (omkring 23 °C) og fugtig.
Bjerget, der kaldes "Cloud mountain", er kompleks struktur som er fuldstændig beplantet med epifytter så som orkidéer, bregner, ulvefodsplanter, bromeliacéer og flamingoblomster. Bjerget er inddelt i flere niveauer med hver sit navn og tema. Desuden udgår to lange "broer" fra bjerget hvor man kan gå ud over trætoppene i "skoven" og se træerne og de mange andre planter fra oven.